# Collegium Marianum (Bonn)
Koordinaten: 51° 11′ 28,5″ N, 6° 40′ 32,3″ O

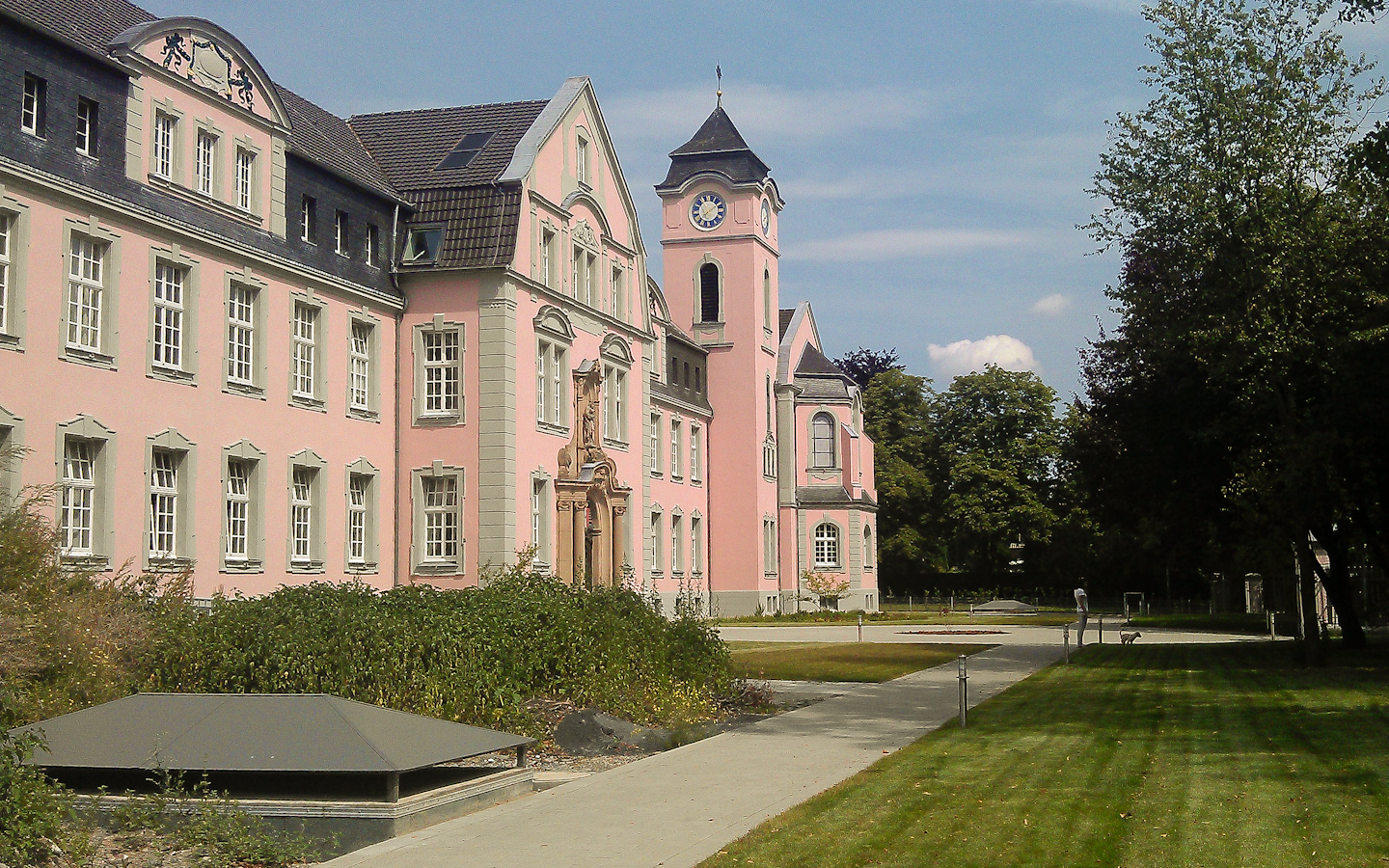
Collegium Marianum in Neuss

Das Collegium Marianum, eine Einrichtung des Erzbistums Köln, ist ein Vorseminar für geistliche Berufe. Es wurde in Neuss gegründet und befindet sich heute in Bonn.
Das Collegium Marianum I wurde 1616 von den Jesuiten als Lateinschule in Neuss gegründet. Seiner Ausrichtung nach war es ein kleines Seminar, wurde jedoch im Institutionsschematismus des Erzbistums Köln nicht als Seminar, sondern als erzbischöfliche Schule geführt.
Das Marianum II wurde 1852 durch den Kölner Erzbischof Johannes Kardinal von Geißel als Seminarium  neu begründet und in die Trägerschaft der Erzdiözese übernommen. Während des Zweiten Weltkriegs wurde das Collegium geschlossen. Das Marianum III wurde 1949/50 als Zentrum des Ersten und Zweiten Bildungsweges eröffnet. Seiner Form nach ist es ein Internat.
Zum 26. Juni 2006, mit Ende des Schuljahres 2005/2006, zog das Collegium Marianum gemäß der Entscheidung des Erzbischofs von Köln, Joachim Kardinal Meisner, von Neuss nach Bonn, wo es ab 1. August 2006 als eigenständige Einrichtung mit dem erzbischöflichen Theologenkonvikt Collegium Albertinum in Bonn im selben Gebäude an der Adenauerallee untergebracht ist.
Das Collegium Marianum bietet Interessierten die Möglichkeit, auf dem ersten oder zweiten Bildungsweg das Abitur zu erlangen und sich auf eine Berufstätigkeit als Geistlicher, Laientheologe, Pädagoge oder einen sonstigen akademischen Beruf vorzubereiten.
Durch ein Leben in Gemeinschaft, das geprägt ist durch gemeinsamen Gottesdienst und Stundengebet, wollen die Marianer sich für ein geistliches Leben prüfen. Gespräche mit Gleichgesinnten, Informationen über Berufsperspektiven in der Kirche und zahlreiche Begegnungen mit Menschen in verschiedenen geistlichen und weltlichen Berufen und Funktionen sollen zur Ausformung der eigenen beruflichen Perspektive beitragen. Eine geistliche Begleitung soll helfen, eine fundierte Berufsentscheidung zu treffen.

## Ehemalige Direktoren
- 1852–1858: Pater Kelz CM
- 1858–1862: Pater Nelsen CM
- 1862–1868: Pater Kreutzer CM
- 1868–1873: Pater Vogels CM
- 1888–1896: Präses Lürken
- 1897: Monsignore Fels
- 1897–1904: Monsignore Gratzfeld
- 1904–1929: Präses Höller
- 1929–1939: Präses Kelzenberg

Erster Direktor des Collegium Marianum in seiner neuen Funktion als Schule für Studierende des zweiten Bildungswegs war Prälat Johannes Wilhelm Becker (geb. 1911 in Stadt Blankenberg/Sieg). Nach seiner Priesterweihe am 4. Februar 1937 war er Assistent am Collegium Marianum bis zu dessen Schließung 1939. Die starke Wiederbelebung des Christentums nach 1945 angesichts von Kriegstragödie und Nachkriegselend führte zu einem enormen Anwachsen von Interessenten, die über den zweiten Bildungsweg das Abitur erstrebten, um im kirchlichen Dienst und in pädagogischen Berufen tätig zu werden. Kardinal Frings bestellte J. W. Becker zum Direktor des Marianum III, unter dem das Collegium zu einem Zentrum des zweiten Bildungswegs ausgebaut wurde (1949/50 Erzbischöfliches Abendgymnasium, 1963 Erzbischöfliches Friedrich Spee Kolleg). Allein im Jahre 1966, dem 350. Jahr seit der Gründung des Marianum I, erlangten 166 Absolventen die Hochschulreife. Das Konvikt, das früher zusammen mit dem Abendgymnasium in Neuss in der Breite Straße 96 untergebracht war, zog 1962 in das Gebäude an der Preußenstraße 66. In der zweiten Hälfte der 1960er-Jahre beherbergte es bis zu 350 Schüler und Studierende. Angegliedert an das Collegium Marianum waren bis zu zwölf Studienhäuser von Ordensgemeinschaften. Am 5. Juli 1971 starb Prälat Becker im Alter von 60 Jahren.
Im selben Jahr wurde Karl Kabus zu seinem Nachfolger ernannt. Kabus, geboren 1926 und 1953 zum Priester geweiht, war zuvor Religionslehrer am Neusser Quirinus-Gymnasium (1962–1970/71). Ihm folgte 1979 der 44-jährige Johannes Börsch, der bis 1992, dem Jahr seiner Ernennung zum Generalvikar des Apostolischen Administrators von Kasachstan in Mittelasien, die Leitung innehatte. In seine Zeit fiel die Schließung des Abendgymnasiums, ferner der Ausbau der Kapelle, die von Professor Heinz Mack als "Gesamtkunstwerk" gestaltet wurde. 
1992 wurde Robert Kramer (geb. 1935; 1967 Priesterweihe) Direktor des Hauses. Kramer, zuvor Studentenseelsorger in Bonn, war im Marianum bis 2000 tätig. Der letzte Direktor des Collegs in der Neusser Preußenstraße war Pfarrer Herbert Ullmann. Er leitete das Marianum bis zum Umzug nach Bonn im Sommer 2006. Erster Direktor des Collegium Marianum wurde dort Thomas Bernards. Unter seiner Leitung bereiten sich zurzeit einige Studierende auf das Abitur vor, die das Kardinal-Frings-Gymnasium in Beuel oder das Weiterbildungskolleg der Stadt Bonn besuchen.

## Ehemalige Marianer
- Friedhelm Hofmann, Bischof von Würzburg
- Manfred Melzer, Titularbischof von Carinola, Weihbischof in Köln
- Josef Clemens, Titularbischof von Segermes, Sekretär des Päpstlichen Rates für die Laien
- Karl Reger, Titularbischof von Árd Sratha, Weihbischof in Aachen
- Benedikt Müntnich, Benediktiner, von 2002 bis 2014 Abt von Maria Laach
- Richard Schulte Staade, Wallfahrtsdirektor der Kevelaerer Wallfahrt
- Basilius Ullmann, Zisterzienser, von 1992 bis 2004 Prior des Klosters Langwaden
- Bernhard Thebes, Zisterzienser, letzter Abt der Zisterzienserabtei Osek in Nordböhmen.